# The Father, the Son, and the Holy Guest Star
«The Father, the Son, and the Holy Guest Star» (рус. «Отец, Сын и Святая приглашённая звезда») — двадцать первая, заключительная серия шестнадцатого сезона «Симпсонов».

## Сюжет
На средневековом фестивале, проводимом в Спрингфилдской начальной школе, садовнику Вилли досталась роль деревенского дурачка. В соответствии со сценарием, его подвергли серии унижающих человеческое достоинство процедур, а именно: обваляли в грязи, заперли в железную клетку, кидались в него гнилыми овощами и так далее. Позже, из мести, по собственной инициативе садовник Вилли подменил праздничный пирог на похожий, но с живыми крысами вместо начинки внутри. Когда Лиза Симпсон, игравшая королеву, надрезала пирог, выскочившие из него крысы создали панику, сорвав тем самым мероприятие.
Директор Скиннер, не проведя должного расследования, на формальных основаниях обвинил в случившемся Барта Симпсона, который не виноват. Оправданиям Барта никто, включая его родителей, не поверил, и Скиннер принял решение исключить Барта из школы.
После этого перед родителями Барта встал вопрос о продолжении его учёбы. Из финансовых соображений они выбрали католическую школу св. Иеронима, как самую доступную.
Строгая дисциплина и традиционные для католических школ телесные наказания вызывают у Барта протест. Однако позже он знакомится с отцом Шоном, одним из учителей школы. В доступной и увлекательной для десятилетнего мальчика форме он рассказывает об основах католицизма. Увлечение Барта католицизмом, однако, беспокоит Мардж, ревностную протестантку. Выслушав её опасения, Гомер решает забрать своего сына из «безумной школы», но первый, кого он там встречает — тот же отец Шон. После краткой беседы с ним Гомер и сам склоняется к переходу в католичество.
Таким образом, в следующее воскресенье Мардж одна идет на проповедь преподобного Лавджоя. После проповеди он совместно с Недом Фландерсом убеждает Мардж в необходимости срочного спасения душ её мужа и сына. Втроем они врываются в католическую школу и забирают Барта оттуда (за Гомером Мардж оставила право выбирать религию, поскольку тот «физически уже взрослый»). Мардж отвозит Барта на протестантский фестиваль. Барт скептически настроен к попыткам своей матери отвадить его от католицизма, однако пейнтбольный турнир заинтересовывает его. Неожиданно в эту игру включаются Гомер и отец Шон, приехавшие на фестиваль на мотоцикле. Заляпав прическу Мардж пейнтбольной краской, Гомер пытается забрать Барта, но этому препятствуют преподобный Лавджой и Нед Фландерс, также вооружённые пейнтбольными ружьями.
Видя такую ожесточенность с обеих сторон, Барт произносит нечто вроде проповеди. Он указывает, что, невзирая на некоторые догматические различия, и католики, и протестанты являются христианами, и общего у них больше. Проповедь имеет успех, и отец Шон мирится с Недом Фландерсом, чтобы вместе противостоять общим врагам — «моногамным геям и стволовым клеткам».
Серия заканчивается флешфорвардом: тысячу лет спустя два войска сошлись в кровопролитном сражении, поскольку одни считали, что последний Божий Пророк Барт Симпсон проповедовал терпимость и любовь, а другие — что он проповедовал взаимопонимание и мир, пока не был предан Апостолом своим Милхаусом.

## Факты и культурные отсылки
- Название эпизода — отсылка к христианской Святой Троице (Отец, Сын и Дух Святой).
- Католическая газета L’Osservatore Romano отметила, что этот эпизод затрагивает такие важные темы как «религиозный конфликт, межконфессиональный диалог, гомосексуализм и проблему стволовых клеток»[1].
- Отто, играющий на лютне на фестивале — пародия на Джимми Хендрикса[2].
- В русском переводе серии, фраза монахини «Не делайте из еды культа», обращенная к Гомеру — отсылка к роману И. Ильфа и Е. Петрова «Золотой телёнок»[3]. В оригинале монахиня говорит «Not pray to the condiments», дословно — «Не молитесь специям».
- Танец в «католическом раю» — отсылка к шоу Riverdance[2].
- Когда в автобусе преподобного Лавджоя Барт заявляет, что примет иудаизм, он поет песенку на мотив Хава нагила.
- По версии портала IGN, это лучший эпизод шестнадцатого сезона[4]
- Премьера серии была запланирована на 10 апреля 2005 года. Однако из-за смерти Папы Римского Иоанна Павла II её премьера была перенесена[2].
- До этого Барта уже исключали из школы в серии «Whacking Day»[2], но его взяли обратно
- Преподобный Лавджой забирает Барта на фургончике из мультфильма «Скуби-Ду» с надписью «ministry machine» вместо «mystery machine».
- Во флешфорварде можно увидеть фиолетового робота, похожего на того, с которым сражался мистер Исключительный в мультфильме "Суперсемейка".

## Интересный факт
- Барт уже хотел стать католиком в серии "Лиза получает пятёрку".